# Перепілка Сидір
Сидір Перепі́лка (роки народження і смерті невідомі) — український майстер кахлярства 2-ї половини XVIII століття.
Жив і працював у місті Городні на Чернігівщині. Розписував кахлі, різні за сюжетами, зокрема, історичними (боротьба українського народу з кочівниками та іноземними окупантами) та з народних легенд. Гумористичними мотивами пройняті кахлі із зображенням окремих персонажів («Козацький старшина на коні з булавою і шаблею»), а також із побутовими сценами (жінки, що прядуть, доглядають свійську птицю тощо). Твори зберігаються в Національному музеї історії України.